# Wisconsin Historical Society
La Wisconsin Historical Society est à la fois une agence d'État et une organisation culturelle américaine consacrée à l'histoire de l'Amérique du Nord, particulièrement du Wisconsin. Elle a été fondée en 1846.
Le siège de la société se trouve à Madison, sur le campus de l'université du Wisconsin à Madison.